# Pop (film fra 2009)
 For alternative betydninger, se Pop (flertydig). (Se også artikler, som begynder med Pop)
Pop (russisk: Поп) er en russisk spillefilm fra 2009 af Vladimir Khotinenko.

## Medvirkende
- Sergej Makovetskij som Aleksandr Ionin
- Nina Usatova som Alevtina
- Liza Arzamasova som Eva
- Kirill Pletnjov som Aleksandr Lugotintsev
- Jurij Tsurilo som Sergius